# New Liverpool
Pour les articles homonymes, voir Liverpool (homonymie).
New Liverpool est un quartier du secteur riverain de Saint-Romuald à Lévis au Québec (Canada). Plaque tournante du commerce du bois venant par flottage depuis l'Outaouais et de la construction navale au xixe siècle, le village portuaire doit son existence au blocus napoléonien, puis à la prospérité de la construction navale dans les alentours du port de Québec.

## Toponymie
L'appellation New Liverpool est en usage depuis le début du xixe siècle. George Hamilton, marchand irlandais dont le commerce est basé à Liverpool en Angleterre, baptise « New Liverpool » l'anse dans laquelle il installe son commerce de bois en 1809. Déjà en 1815, le nom apparaît sur une carte de l'arpenteur-général Joseph Bouchette.

## Géographie
Le secteur est situé au creux d'une anse sur la rive sud du fleuve Saint-Laurent, entre l'embouchure de la rivière Chaudière, près du pont de Québec, et la pointe Benson. Si New Liverpool était autrefois un centre industriel et commercial, le secteur est aujourd'hui à vocation résidentielle.

## Histoire
L'anse où se situe aujourd'hui New Liverpool est déjà utilisée au xviiie siècle pour le commerce du bois de chauffage, du bois d'œuvre et pour la construction navale par Jacques de Lafontaine de Belcour (en) et Gilles Guillaume Stroud (Gilles William Stroud). La présence de silex allochtone dans l'anse révèle une utilisation à des fins maritimes dès le milieu de ce siècle.
Le 31 août 1809, Henry Caldwell (en), seigneur de Lauzon, consent un bail de 21 ans à George Hamilton, lui autorisant des activités de manutention de trains de bois et de douves dans l'anse, qu'il baptise alors New Liverpool. Hamilton opère alors aussi un commerce de vin de Madère à Liverpool. George Hamilton et son frère signent avec David Pattee et Thomas Mears un contrat d'approvisionnement en bois depuis la vallée de l'Outaouais. Le bois est en partie exportée, mais sert aussi à la construction et à la réparation de navires sur place. Hamilton est d'ailleurs le seul représentant des assureurs anglais autorisé sur le fleuve Saint-Laurent.
Les frères Hamilton réorientent leur industrie vers Hawkesbury, sur l'Outaouais et mettent en vente le site de New Liverpool en 1816. À cette époque, on compte un manoir, un quai, des radiers, un atelier, une forge, une chaufferie à vapeur, un entrepôt et des logements pour les travailleurs du chantier. En 1823, le site est vendu de nouveau. On y recense trois maisons, des quais et d’autres constructions. La propriété s'étend sur plus de 450 acres (182,1 ha) de terre et 11 acres (4,5 ha) de grève dans le fleuve jusqu'à la marée basse.
En 1847 William John Chapman Benson (en), l'un des principaux armateurs du port de Québec, acquiert l'anse de New Liverpool et sous son impulsion, le développement des installations entrainera l'établissement d'un village. Lors de la seconde moitié du xixe siècle, New Liverpool est une « agglomération multi-ethnique [...] où se croisent quotidiennement marins, ouvriers, soldats et voyageurs ». En 1857, le Plan du village de New Liverpool de l'arpenteur Jean-Baptiste Legendre montre plusieurs rues et une cinquantaine de terrains.
Une église anglicane, la Christ Church of New Liverpool est construite entre 1840 et 1841. Conçue par Pierre Gauvreau, l'église est construite sur un terrain cédé par William Price dans côte Rouge. L'église reste ouverte jusqu'en 1975, puis est convertie en résidence. Les sépultures sont alors déménagées au cimetière Mount Hermon.